# Журдан, Пьер-Альбер
Пьер-Альбер Журдан (фр. Pierre-Albert Jourdan, 3 февраля 1924, Париж — 13 сентября 1981, Карон, Воклюз) — французский поэт, эссеист, художник и фотограф.

## Биография
Учился политическим наукам, коммерции и праву. Всю жизнь проработал в страховой службе (1947—1981). Начал писать стихи в середине 1950-х годов. Увлечённый дзэн-буддизмом, в 1970-е годы пришёл к свободной форме фрагмента и афоризма. С 1974 издавал журнал духовных поисков Port-des-Singes, где печатались тексты Р. Шара, А. Мишо, И. Бонфуа, Ф. Жакоте, Хайдеггера, А. Поркья, Джона Донна, Октавио Паса, Роберто Хуарроса, Роберта Фроста, Василия Розанова, Р. Домаля, Блейка, Яноша Пилинского, Тао Юаньмина и др. (вышло 9 номеров). Высоко ценимый узким кругом друзей (Рене Шар, Анри Мишо, позднее — Бонфуа, Жакоте), но сторонившийся публичности и редко печатавший написанное, Журдан приобрел более широкий круг читателей лишь после смерти.
Умер от рака лёгких.

## Посмертные издания
- Les Sandales de paille. Paris: Mercure de France, 1987 (предисловие Ива Бонфуа)
- Le Bonjour et l’adieu. Paris: Mercure de France, 1991 (предисловие Филиппа Жакоте)
- The Straw Sandals: Selected Prose and Poetry, edited, introduced and translated by John Taylor, New York: Chelsea Editions, 2011